# Francesco Calzolari (farmacista)
Francesco Calzolari (Verona, 10 luglio 1522 – Rivoli Veronese, 5 marzo 1609) è stato un farmacista e botanico italiano.
Il suo Theatrum Naturae fu fra i primi esempi di musei privati impostati sulla classificazione di reperti e racchiude le oltre 450 specie elencate nell'opera "Il viaggio di Monte Baldo" in cui racconta le sue esperienze scientifiche sull'omonimo gruppo montuoso, con un taglio naturalistico e cartografico che va oltre l'interesse prevalentemente officinale fino ad allora rivolto a questo tipo di opere. In analogia ai contemporanei Hortus simplicum di Luca Ghini a Pisa e Hortus cintus di Francesco Bonafede a Padova, il monte Baldo è delineato come un hortus in cui la ricchezza floristica pone l'accento sulla specificità degli endemismi e la varietà autoctona del territorio.
Un docufilm sul famoso speziale, fu ideato, scritto e diretto da Mauro Vittorio Quattrina